# FW ABe 4/8
Die ABe 4/8 der Frauenfeld-Wil-Bahn (FW oder FWB) in der Ostschweiz sind dreiteilige elektrische Niederflur-Gelenkzüge mit dem Namen Zebra (in Anlehnung an den auffälligen Anstrich zur Vermeidung von Kollisionen mit Motorfahrzeugen) vom Hersteller Stadler Rail.

## Geschichte
Die Frauenfeld-Wil-Bahn (FW) hat im August 2010 die Lieferung von zwei- oder dreiteiligen Triebzügen ausgeschrieben. Sie trug damit den stetig wachsenden Fahrgastzahlen Rechnung. Einige der nicht mehr benötigten Fahrzeuge sollten verkauft werden. Mit in die Beschaffung der ABe 4/8 einbezogen waren die Appenzeller Bahnen, die sämtliche Managementaufgaben der FW besorgten.

## Technik

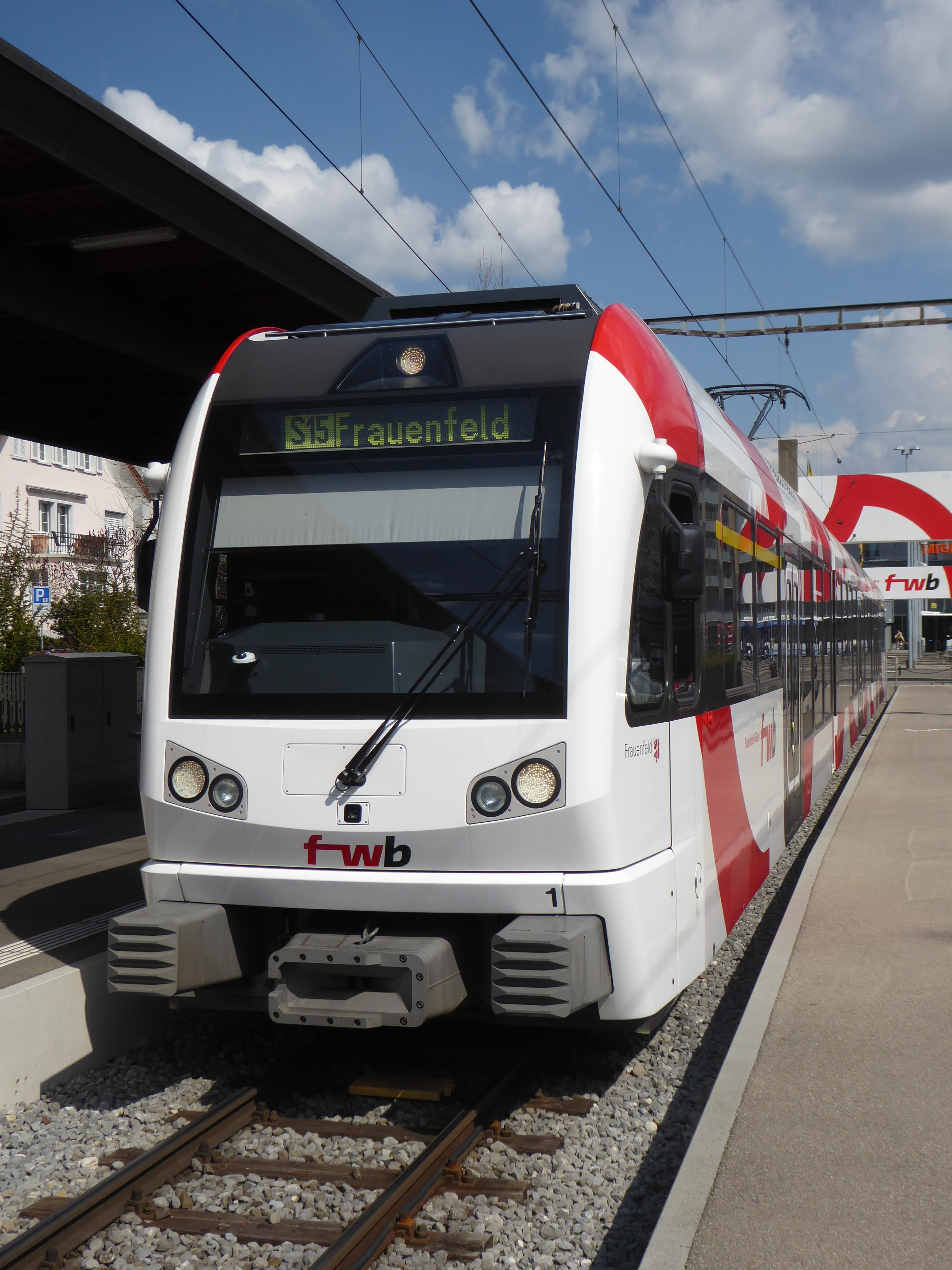
Die Stirnfront der «Zebra» ist den verschärften Crashvorschriften angepasst.

Die ABe 4/8 bestehen aus zwei Niederflur-Triebköpfen an den Enden, die am nicht angetriebenen Mittelwagen aufgesattelt sind. Die elektrische Ausrüstung befindet sich auf dem Dach und direkt hinter dem Führerstand über dem Triebdrehgestell. Der Wagenkasten wurde aus Aluminium-Strangpressprofilen hergestellt. Der Niederfluranteil beträgt knapp 70 Prozent.
Neu bei der Frauenfeld-Wil-Bahn ist ein Erstklass-Abteil und eine Klimaanlage. Die Fahrgäste profitieren zudem von einem Kundeninformationssystem, WLAN auf der ganzen Strecke und einem Multifunktionsabteil für Fahrräder und Kinderwagen. Zwei redundante Triebdrehgestelle an den Enden erlauben beim Ausfall eines Antriebsstrangs die Weiterfahrt. Bis zu drei Triebzüge können in Vielfachsteuerung verkehren.
Bei den ABe 4/8 handelt es sich um Fahrzeuge des Typs «Diamant» (Dynamischer, innovativer, attraktiver, moderner, agiler Nahverkehrstriebzug), die auch beim Aargau Verkehr (AVA) ebenfalls mit der Bezeichnung ABe 4/8 eingesetzt werden. Die «Zebra» sind jedoch 8,00 Meter länger und 5 Tonnen schwerer. Zudem sind die Dauerleistung und die Anfahrzugkraft rund 15 Prozent höher. Die Züge wurden nach dem Vorbild der Star der Aare Seeland mobil (ASm) gebaut. Um den verschärften Crashnormen zu genügen, erhielten sie entsprechend verstärkte Frontpartien.

## Betrieb
Am 7. November 2013 wurde der letzte ABe 4/8 geliefert und es wurden keine Kinderkrankheiten festgestellt. Damit kann seit dem Fahrplanwechsel 2013 mit den fünf Zügen der gesamte Betrieb abgedeckt werden. Drei Einheiten werden für den Halbstundentakt Frauenfeld–Wil benötigt, einer für die HVZ-Züge Wängi–Wil. Die nur noch selten benötigten Be 4/4 16 und 17 wurden im Dezember 2018 stillgelegt.

## Namen
| Betriebsnummer | Name       |
| -------------- | ---------- |
| 7001           | Frauenfeld |
| 7002           | Matzingen  |
| 7003           | Wängi      |
| 7004           | Münchwilen |
| 7005           | Wil        |

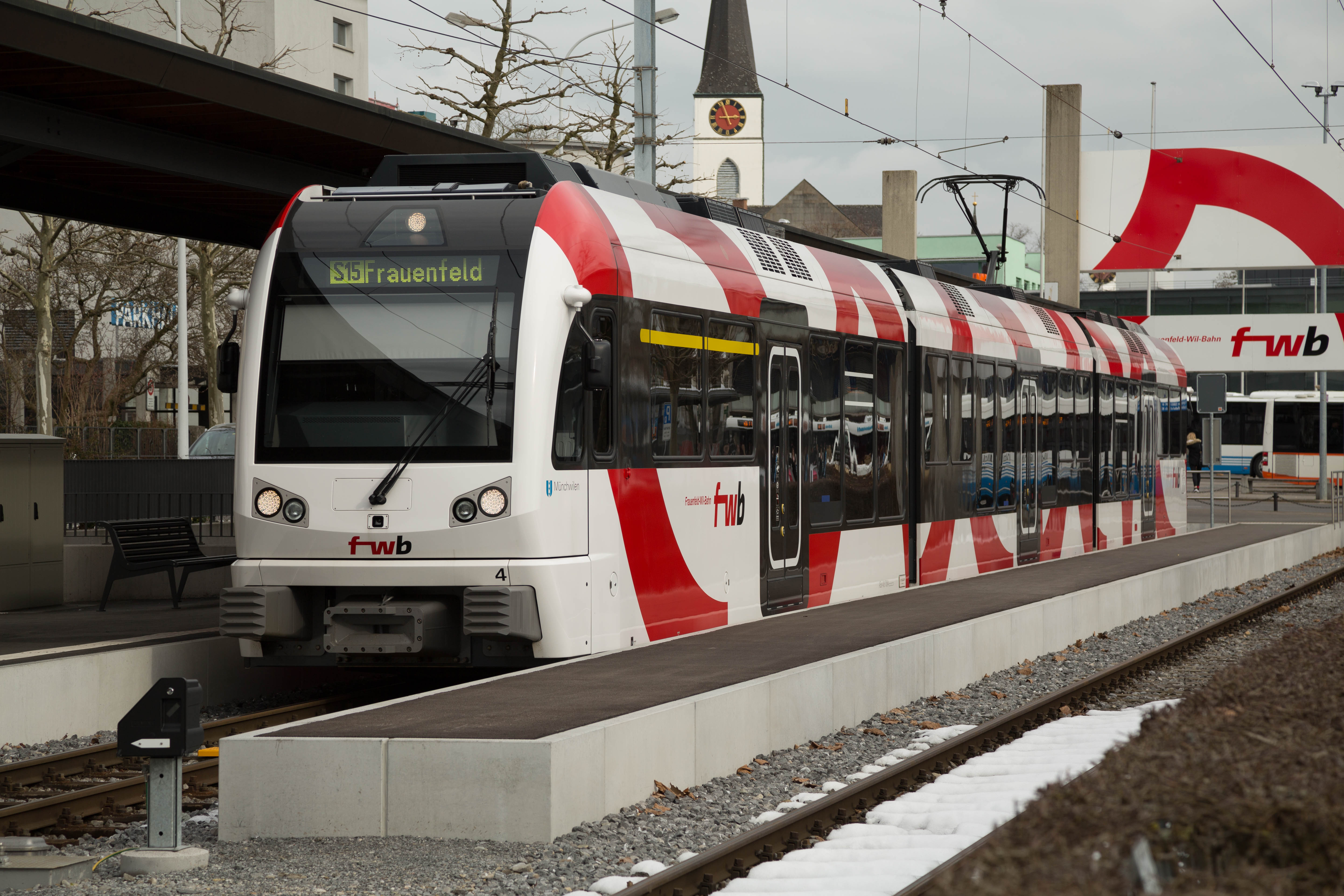
ABe 4/8 7004 im Bahnhof Wil

Die ABe 4/8 tragen Namen der Städte und Gemeinden, die von der Frauenfeld-Wil-Bahn erschlossen werden.

## Innenausstattung

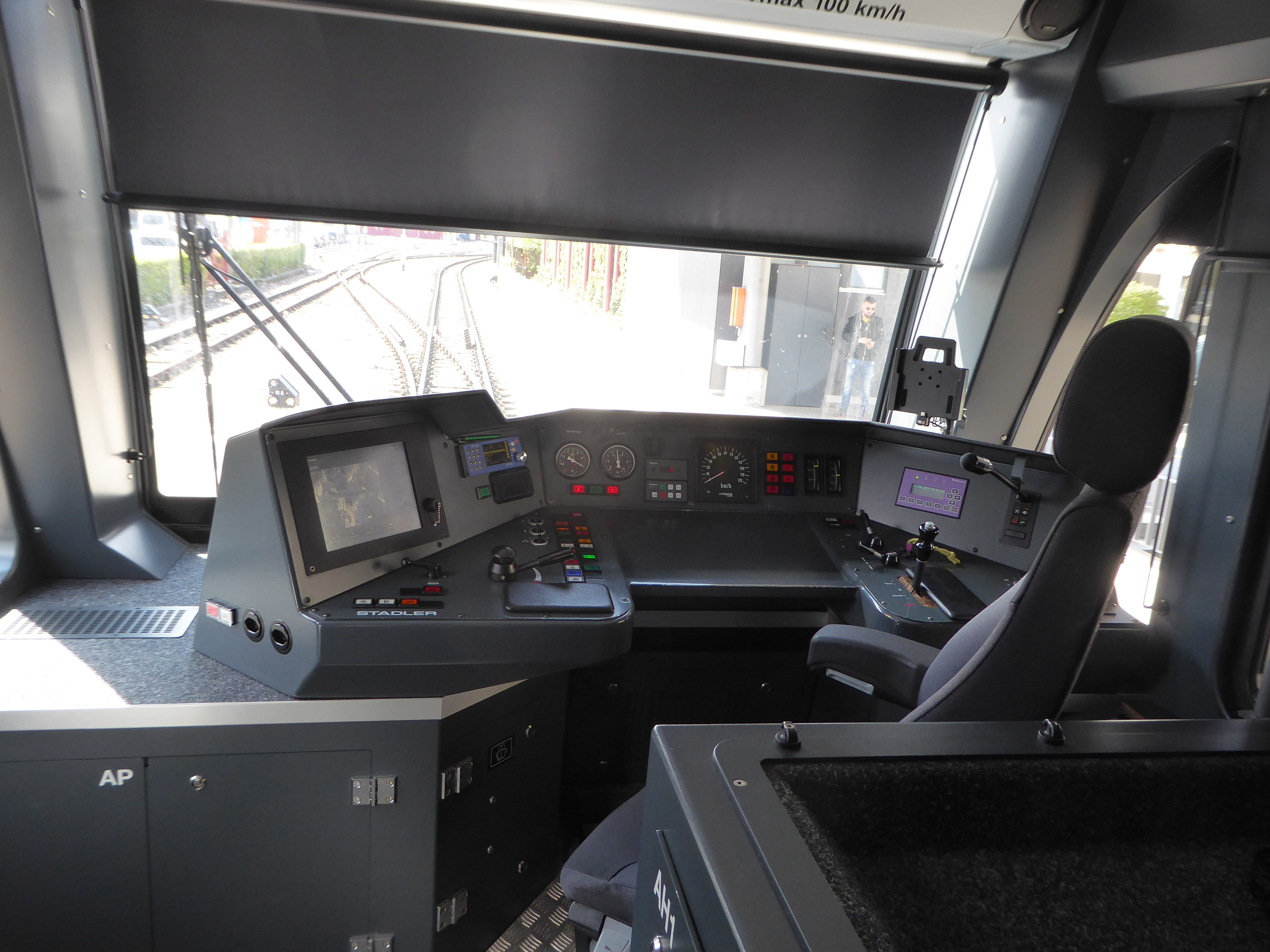
Führerstand
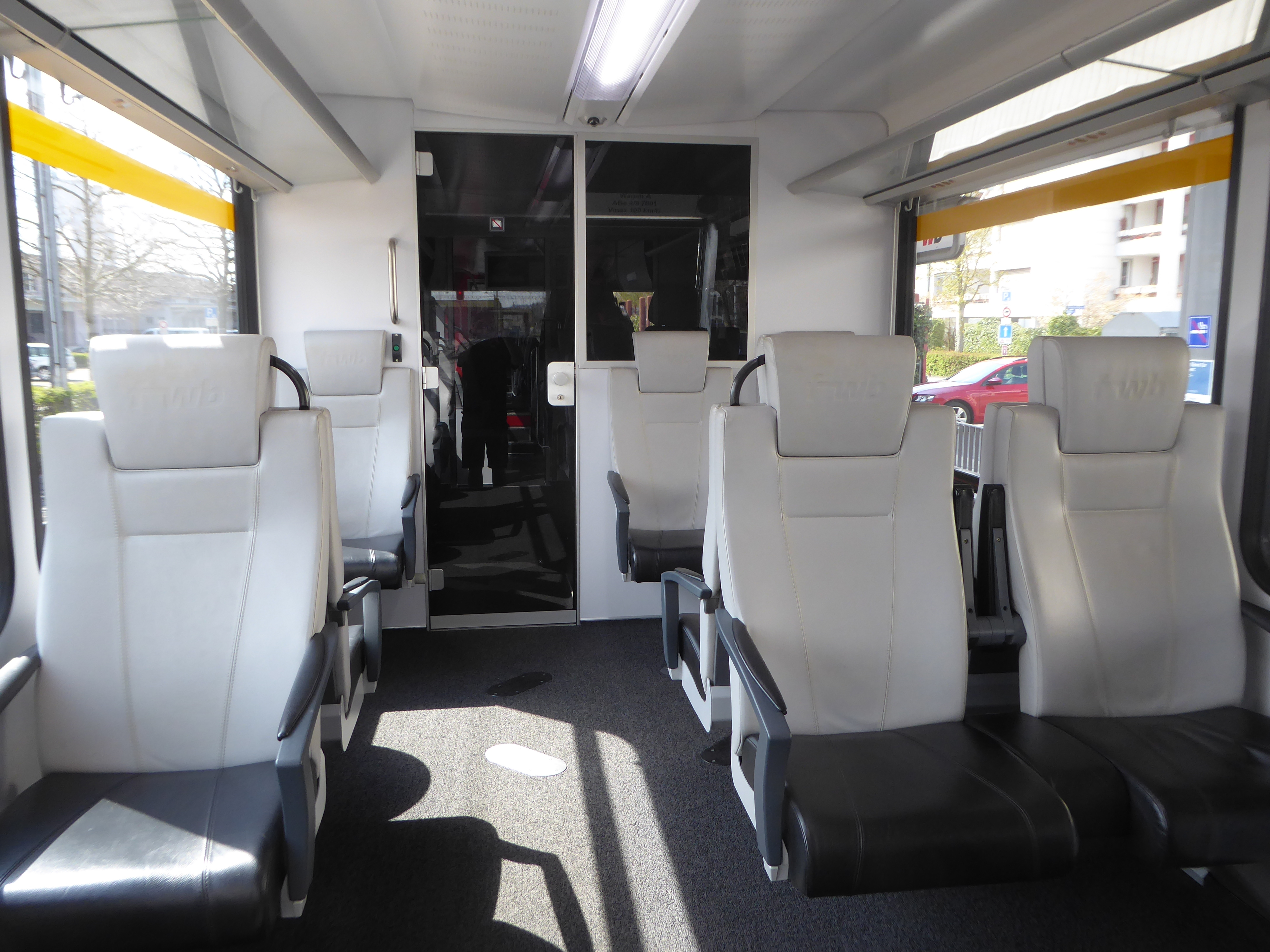
Erstklassabteil mit Ledersitzen
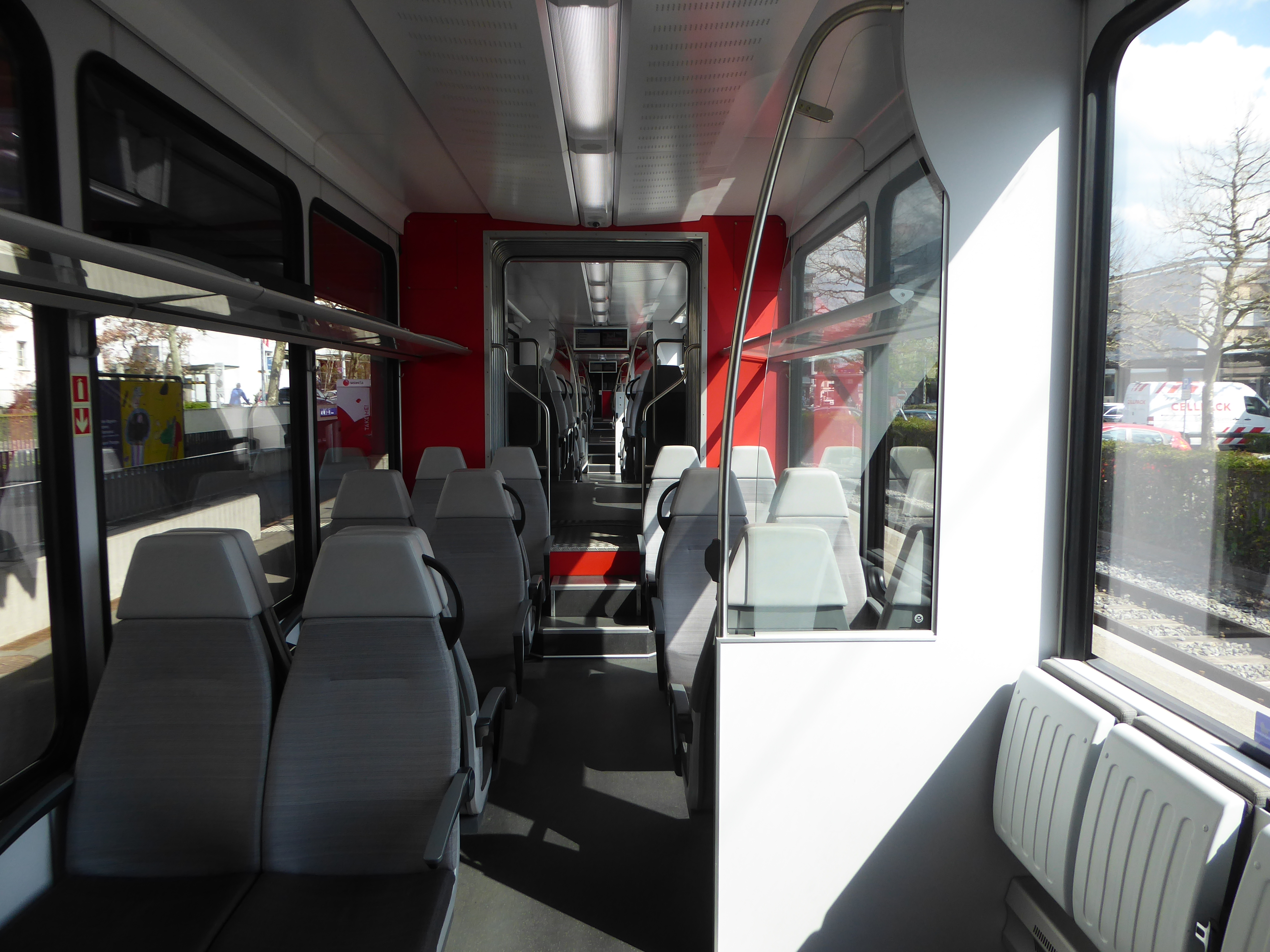
Innenraum zweiter Klasse
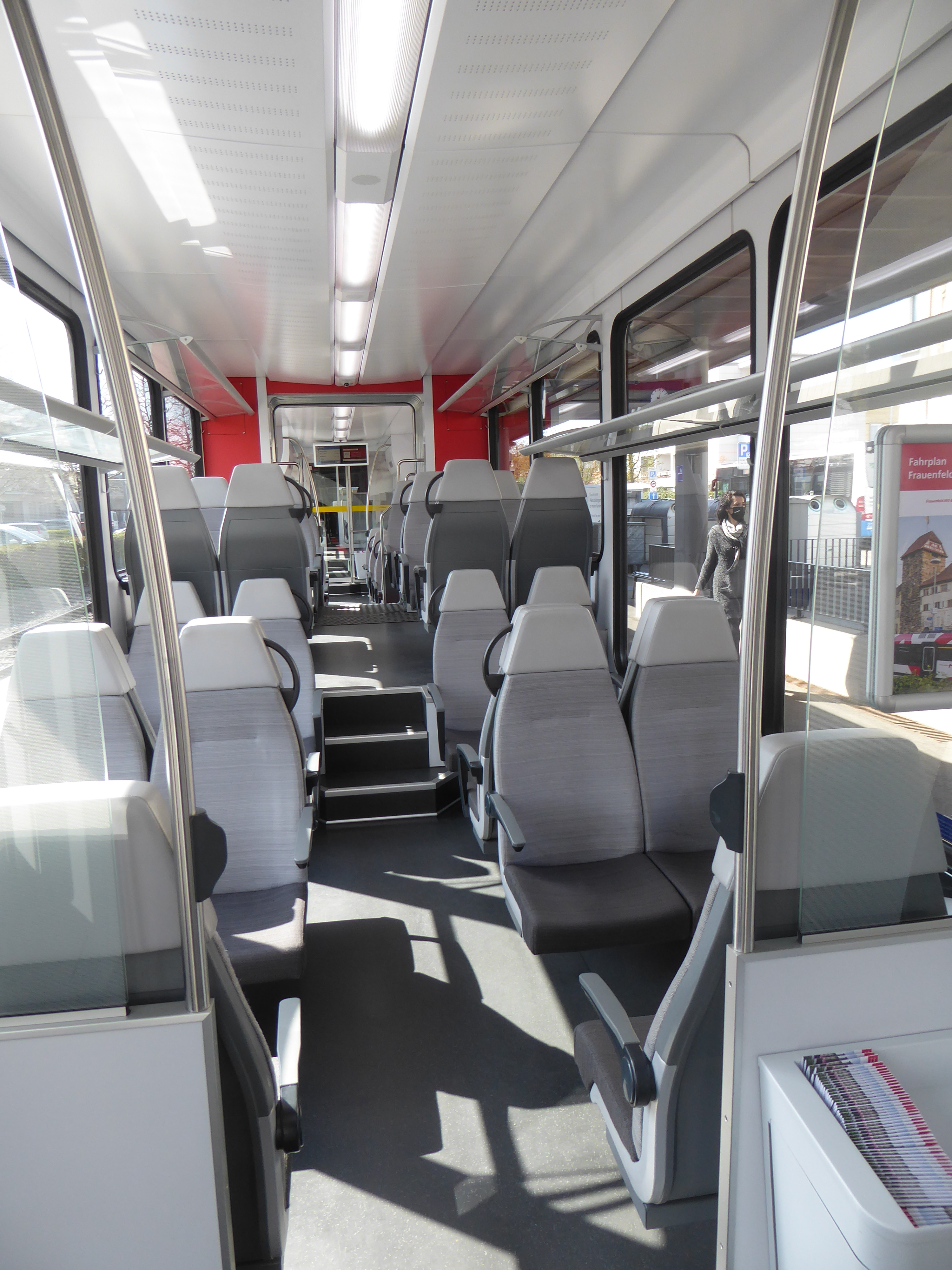
Abteil zweiter Klasse